# Procedura di consultazione
La procedura di consultazione o procedura del parere semplice è la forma originaria della procedura legislativa della Comunità europea. Il Consiglio dell'Unione europea delibera su proposta della Commissione sentito il Parlamento europeo (e in alcuni casi anche il Comitato delle regioni e/o il Comitato economico e sociale). Il parere del Parlamento è obbligatorio ma non vincolante.
Questa procedura ora si applica "solo" nei casi in cui non è prevista la procedura legislativa ordinaria, ovvero:
- provvedimenti opportuni per combattere le discriminazioni fondate sul sesso, la razza o l'origine etnica, la religione o le convinzioni personali, gli handicap, l'età o le tendenze sessuali (art. 13 trattato CE)
- disposizioni intese a completare i diritti connessi con la cittadinanza dell'Unione europea (art. 22 TCE)
- regolamenti, direttive e decisioni per l'attuazione della politica agricola comune (art. 37 TCE)
- direttive volte alla liberalizzazione di un determinato servizio (art. 52 TCE)
- regolamenti e le direttive utili a favorire la concorrenza
- disposizioni che riguardano l'armonizzazione delle legislazioni relative alle imposte sulla cifra d'affari, alle imposte di consumo ed altre imposte indirette (art. 93 TCE)
- raccomandazioni agli stati membri relativi alle politiche in materia di occupazione (art. 128 TCE)
- negoziazione e conclusione di accordi nei settori degli scambi di servizi e degli aspetti commerciali della proprietà intellettuale (art. 133 TCE)
- disposizioni volte alla creazione di imprese comuni o qualsiasi altra struttura necessaria alla migliore esecuzione dei programmi di ricerca, sviluppo tecnologico e dimostrazione comunitari (artt. 171-172 TCE)
- disposizioni e misure in campo ambientale (artt. 174-175 TCE)

In questo tipo di procedura il parere del parlamento è obbligatorio ma non vincolante, infatti il consiglio può adottare l'atto anche se il parere non è conforme.
Quindi: la commissione promuove una proposta al parlamento europeo, al comitato delle regioni e al comitato economico e sociali i quali devono emettere dei pareri; dopo di che il Consiglio prenderà una decisione a seguito di una consultazione con il COREPER.